# 東雷太郎
東  雷太郎（ ひがし  らいたろう、1985年7月15日 - ）は、主に山口県で活動しているローカルタレント、マジシャンである。

## 経歴・人物
石川県金沢市の出身。山口大学経済学部卒業。2004年にテレビ山口にてローカルタレントとして活動。
マジシャンであり、特技はテーブルマジック。東京池袋で開かれた「第4回ジャパンカップ」の「クロースアップコンテスト」部門に初出場にて2位。
趣味は、散歩、妄想、ノンビリ時間を過ごすこと。モットーは、「奢らない。怒らない。泰然自若。」 としている。

## 出演
- 週末ちぐまや家族 → ちぐまや家族plus（tys）- レギュラー（2011年4月 - ）
- ちぐスマ!（tys） - 金曜担当